# 稲沢市民病院
稲沢市民病院（いなざわしみんびょういん）は、愛知県稲沢市にある稲沢市が運営する公共の病院である。

## 概要
診療科は17科。
病床数は320床。
駐車場は620台（4時間まで無料 / 入院患者は24時間無料）。

## 沿革
- 1948年（昭和23年）：稲沢町国民健康組合「稲沢病院」として開設される[1]。内科、外科の2科で一般病棟（旧・ろ号病棟、現・2病棟）の病床数は24床[1]。
- 1951年（昭和26年）：周辺町村とで組合伝染病隔離病舎併設（1974年（昭和49年）廃止）[1]。
- 1958年（昭和33年）：稲沢町の市制施行により、「稲沢市民病院」に改称する[1]。
- 1961年（昭和36年）：い号病棟（現・1病棟）完成[1]。
- 1964年（昭和39年）：は号病棟（現・3病棟）完成。
- 2014年（平成26年）：新病院開院[1]。

## 診察科
- 内科
- 小児科
- 外科
- 脳神経外科
- 整形外科
- 皮膚科
- 泌尿器科
- 婦人科
- 眼科
- 歯科口腔外科
- 耳鼻咽喉科
- リハビリテーション科
- 放射線科
- 麻酔科
- 糖尿病・内分泌内科
- 循環器内科
- 消化器内科

## 交通機関
- 名鉄名古屋本線 国府宮駅より徒歩で約19分。バスで約6分。国府宮駅の隣の奥田駅からもアクセスが可能で、そちら方が近い。
- JR東海道本線 稲沢駅より徒歩で約25分。バスで約7分。
- 稲沢市コミュニティバス「稲沢市民病院」バス停下車。

※ 敷地内にタクシー乗場が設置されている。